# 2442 Корбетт
2442 Корбетт (2442 Corbett) — астероїд головного поясу, відкритий 3 жовтня 1980 року.
Тіссеранів параметр щодо Юпітера — 3,520.